# NGC 4206
NGC 4206 = IC 3064 ist eine Spiralgalaxie mit aktivem Galaxienkern vom Hubble-Typ Sbc im Sternbild Jungfrau auf der Ekliptik. Sie ist schätzungsweise 29 Millionen Lichtjahre von der Milchstraße entfernt und hat einen Durchmesser von etwa 60.000 Lichtjahren. Unter der Katalogbezeichnung VCC 145 zählt sie zum Virgo-Galaxienhaufen.

Im selben Himmelsareal befinden sich u. a. die Galaxien NGC 4193, NGC 4216, IC 3070, IC 3078.
Das Objekt wurde am 17. April 1784 von William Herschel mithilfe seines 18,7 Zoll-Spiegelteleskops entdeckt. Am 14. September 1900 wurde das Objekt von Arnold Schwassmann wiederentdeckt und im Index-Katalog als IC 3064 verzeichnet.